# Erik Andersson (friidrottare)
Erik Peter Andersson (smeknamn Epa), född den 26 december 1921 i Mannheim, Tyskland, död den 31 juli 2002 i Geisenheim, Tyskland, var en svensk friidrottare (mångkamp). Han tävlade för klubben Äppelvikens SK och vann SM i tiokamp år 1946 och 1947. Vid sommar-OS i London 1948 kom han på 5:e plats.
Andersson växte upp i Tyskland där hans far var fabrikör. Han gjorde sin värnplikt i Sverige 1941 men återvände 1944 till Tyskland. År 1945 flyttade han dock till Stockholm och väckte stor uppmärksamhet genom att på hösten vinna Äppelvikens SK:s klubbmästerskap i tiokamp på utmärkt resultat. Efter att ha vunnit guld i SM 1946 var han favorit i tiokamp vid EM i Oslo samma år, men var tvungen att utgå redan efter första grenen på grund av en muskelbristning.